# Lucas Høgsberg
Lucas Høgsberg, né le 23 juin 2006 à Farum au Danemark, est un footballeur international danois qui évolue au poste de défenseur central ou d'arrière droit au RC Strasbourg.

## Biographie

### Carrière en club
Né à Farum au Danemark, Lucas Høgsberg est formé par le FC Nordsjælland, où il a commencé à jouer à l'âge de trois ans,,,. Convoqué au camps en stage avec l'équipe première en février 2023, il commence sa carrière professionnelle en championnat du Danemark à l'âge de 16 ans,.
Il joue son premier match avec l'équipe première du club le 5 avril 2023, lors d'une rencontre de Coupe du Danemark contre l'Aarhus Fremad. Entré en jeu à la place de l'ailier Ibrahim Osman, son équipe s'impose 4-1,. Il est définitivement promu dans l'équipe senior en mai 2023 et prolonge par la même occasion son contrat avec son club formateur. Høgsberg fait ensuite ses débuts en Superliga danoise le 22 mai 2023 sortant du banc pour les dernières minutes d'une victoire par trois buts à un contre le Randers FC,.
Le 13 août 2024, il prolonge son contrat jusqu'en juin 2028. Au cours d'une saison 2024-2025 où il s'impose comme titulaire et joueur clé des siens en championnat danois, il commence à attirer l'attention de clubs d'autres pays, notamment le Como de Fàbregas en Serie A,,,,.
En mai 2025 il fait partie des 100 joueur nommés pour le trophée de Golden Boy,.
Le 9 août 2025 Lucas Høgsberg rejoint la France en signant en faveur du RC Strasbourg pour un contrat de cinq ans, soit jusqu'en juin 2030. Le montant du transfert est estimé à 15 millions d'euros,. Ce transfert fait alors de lui le défenseur central le plus cher à être vendu par un club de première division danoise.

### Carrière en sélection
Lucas Høgsberg représente l'équipe du Danemark des moins de 17 ans, jouant un total de dix matchs entre 2022 et 2023, pour un but marqué.
International danois junior jusqu'à l'équipe des moins de 19 ans, il est convoqué pour la première fois avec l'équipe nationale du Danemark en mars 2025 par le sélectionneur Brian Riemer,,. Il ne joue toutefois aucun match lors de ce rassemblement.
Høgsberg est rappelé en mai 2025 avec l'équipe A. Il honore sa première sélection avec le Danemark à cette occasion, le 7 juin 2025 contre l'Irlande du Nord en match amical. Directement titularisé ce jour-là, il est notamment impliqué sur l'ouverture du score des nord-irlandais, qui ont profité d'une mauvaise relance du néo-international pour marquer après six minutes de jeu,. Les Danois parviennent toutefois à revenir au score et à s'imposer (2-1 score final).

### Style de jeu
Défenseur polyvalent droitier, Høgsberg est capable de jouer autant comme arrière latéral droit ou gauche que central, voire même comme piston plus en haut.
Reconnu pour sa vitesse et sa lecture du jeu, il s'illustre autant par ses contributions défensives que offensives, des qualités qui le rendent particulièrement adapté à une ligne de défense haute, Høgsberg déclarant justement aimer jouer avec les équipes à fort taux de possession.